# Семухина, Арина Олеговна
Ари́на Оле́говна Сему́хина (род. 28 октября 2005) — российская спортивная гимнастка, член сборной команды России по спортивной гимнастике. Серебряная призёрка чемпионата России — 2022 в упражнении на брусьях.

## Биография
Семухина тренировалась в Тюмени в детско-юношеской спортивной школе № 1 у тренера Светланой Селезнёвой. Также её тренерами были Овчарова Е. А., Худатова О. В.
Состояла в юношеской сборной России по спортивной гимнастике. В 2019 году приняла участие в международных соревнованиях в Финляндии на которых завоевала пять медалей: заняла первое место в вольных упражнениях, второе место в многоборье и упражнениях на брусьях, третье место в упражнениях на бревне и в опорном прыжке. Также на этих соревнованиях Арина выполнила норматив мастера спорта.
В 2020 году в Челябинске на первенстве уральского федерального округа по спортивной гимнастике заняла первое место в упражнениях на брусьях, в опорном прыжке, в вольных упражнениях и в многоборье, и второе место в упражнениях на бревне. В январе 2022 года вошла в основной состав сборной России по спортивной гимнастике.
В 2022 году в Казани на чемпионате России по спортивной гимнастике заняла второе место в упражнениях на брусьях.